# Cyril Domoraud
Depri Cyrille Leandre Domoraud (22 de julio de 1971) es un exfutbolista marfileño, se desempeñaba como defensa y su último club fue el Africa Sports, club de Costa de Marfil.

## Biografía
Domoraud comenzó jugando en clubes parisinos como el US Créteil y el Red Star Saint-Ouen, en 1996, firmó por uno de los grandes clubes de Francia, el Girondins de Burdeos, fichando al año siguiente por el Olympique de Marsella con quien jugó la final de la Copa de la UEFA.
En 1999 fichó por todo un gigante europeo como el Inter de Milán, jugando allí la temporada 2000-01 y la siguiente cedido en el SC Bastia francés. En 2001 fichó por el otro gran club de Milán, el AC Milan, pero el entrenador Fatih Terim no contaba con el así que fue cedido al AS Monaco.
En 2002, Domoraud emigró a La Liga española fichando por el RCD Espanyol de Barcelona donde jugó dos temporadas y 69 partidos en total.
En agosto de 2004 fichó por el Konyaspor turco, aunque solo jugó 4 partidos antes de rescindir su contrato en enero de 2005. Ese año retornó a su primer club, el Créteil de París. En 2007 regresó a su país natal para jugar en el Stella Club d'Adjame y el Africa Sports, donde se retiró finalmente.
Domoraud es cristiano, y ha llegado a hablar de su fe en el documental "The Prize: Chasing the Dream" junto a Kaká.

### Carrera internacional
Debutó con la selección de fútbol de Costa de Marfil en 1995, y fue convocado para el Mundial 2006, ganándose el "galardón" de ser el futbolista más veterano en jugar dicho Mundial de fútbol.

## Clubes
| Club                  | País            | Años        |
| --------------------- | --------------- | ----------- |
| US Créteil            | Francia         | 1992 - 1994 |
| Red Star Saint-Ouen   | Francia         | 1994 - 1996 |
| Girondins de Burdeos  | Francia         | 1996 - 1997 |
| Olympique de Marsella | Francia         | 1997 - 1999 |
| Inter de Milán        | Italia          | 1999 - 2000 |
| SC Bastia             | Francia         | 2000 - 2001 |
| AS Monaco             | Mónaco          | 2001 - 2002 |
| RCD Espanyol          | España          | 2002 - 2004 |
| Konyaspor             | Turquía         | 2004        |
| US Créteil            | Francia         | 2005 - 2007 |
| Stella Club d'Adjame  | Costa de Marfil | 2007        |
| Africa Sports         | Costa de Marfil | 2008        |